# Apostoli király
Az apostoli királyi címzés Magyarországon a középkor végén és a 16–17. században a magyar királyok főkegyúri jogának fontos hivatkozási alapja lett. Először a Hartvik-legenda állítja, hogy II. Szilveszter pápa Szent Istvánt apostolnak nevezte. Az apostoli királyság eszméjét Werbőczy Tripartituma és a hamis Szilvester-bulla[forrás?] terjesztette.
Az uralkodói tekintély és hatalom kialakításában a társadalmi és politikai tényezőkkel világszerte egyenrangú szerepe volt a vallási tényezőnek. A nép mindenütt és mindenkor a földöntúli hatalom választottját, istennek emberfeletti képességekkel és mágikus erővel felruházott küldöttjét, az „Ég Fiát,” az „Isteni Felséget,” sőt az Istent – annak megtestesülését – látta fejedelmében, királyában, császárában. Méltóságuk szakrális, karizmatikus természetű volt s ehhez képest a politikai hatalom mellett főpapi hatalommal is járt. A keresztény hitre tért pogány fejedelmek nem mondtak le teokratikus hatalmukról – keresztény létükre is ragaszkodtak az isteni elhívatás tudatában rejlő hatalmas erőforráshoz. Ezért a keresztény fejedelmek mind a római pápához fordultak királyi vagy császári méltóságuk elismeréséért.

## A keresztény király, Szent István

### A legitimáció kérdése
Az uralkodói tekintély és hatalom kialakításában a társadalmi és politikai tényezőkkel világszerte egyenrangú szerepe volt a vallási tényezőnek. A nép mindenütt és mindenkor a földöntúli hatalom választottját, istennek emberfeletti képességekkel és mágikus erővel felruházott küldöttjét, az „Ég Fiát,” az „Isteni Felséget,” sőt az Istent – annak megtestesülését – látta fejedelmében, királyában, császárában. Méltóságuk szakrális, karizmatikus természetű volt s ehhez képest a politikai hatalom mellett főpapi hatalommal is járt.
A közhatalomnak ez a teokratikus színezete alig egyeztethető össze az emberek egyenlőségét és az apostolok örökébe lépő püspökök lelki hatalmát hirdető krisztusi tanítással. A keresztény hitre tért pogány fejedelmek nem mondtak le teokratikus hatalmukról – keresztény létükre is ragaszkodtak az isteni elhívatás tudatában rejlő hatalmas erőforráshoz. Ezért a keresztény fejedelmek mind a római pápához fordultak királyi vagy császári méltóságuk elismeréséért. A császárok nem osztogattak ilyen címet és koronát. Például a bizánci császár hűbéreseinek és szövetségeseinek legfeljebb patríciusi rangot adhatott. A nyugati császár pedig hűbéreseinek hercegi rangot, vagy királyi rangot (cseh király) adományozott.

### Hartvik-legenda
Hartvik püspök legendája szerint az apostoli kereszt adományozásával Szilveszter pápa az egyház-szervezés és főpap-nevezés jogát ruházta át Szent Istvánra, aki e kiváltság birtokában népének apostolává, utódai „apostoli királyokká” lettek. A korona és királyi cím adományozása a keresztény népek lelki összetartozását és békés együttélését kifejező eszmei birodalomban a lelki hatalmat gyakorló pápa joga volt, de „csak a császárnak, mint a keresztény világ tényleges irányítójának hozzájárulásával kerülhetett reá sor.” Istvánnak is „a császár biztatására” adta a pápa a koronát. De ez a császári biztatás nem teremtett egyházi vagy politikai függőséget, avagy éppen hűbéres viszonyt az új király és a császár között, mert ez a császár nem a Német-római Birodalom, hanem az Új Róma eszmei birodalmának császára volt. A Szent Korona, az apostoli kereszt és a szent lándzsa adományozásával a keresztény világ élén álló két hatalom éppen az önálló magyar államiságot és a független egyházi szervezetet ismerte el. A cseh és lengyel egyházszervezéssel és a Piligrim-féle magyarországi szervezőkísérlettel szemben a magyar katolikus egyházat a pápától és a császártól elismert szuverén király az önálló és független magyar királyság szervezetének keretében alapította meg és építette ki. Az új királyság kivételes helyzete jutott – úgy látszik – a karácsonyi koronázásban is kifejezésre, hiszen „Nagy Károly és Nagy Ottó fejére is Karácsony napján helyezték a császári diadémot.”
Tudni kell, hogy a kegyúri jog, vagyis az egyházalapítás, főpapnevezés, a nemzeti egyház fölött való főhatóság joga Szent István korában még egyike volt a keresztény királyokat szükségképpen megillető felségjogoknak.[forrás?] A koronaadományozás sem süllyedést, hűbéri hódolatot jelentett, hanem felemelkedést Krisztus földi birodalmának legmagasabb méltóságviselői közé. Canossa előtt a Szentszék e címen egy császárral vagy királlyal szemben sem támasztott világi értelemben vett hűbérúri igényeket.

„Ezért a mi tanításaink során az első helyet a szent vallásnak adjuk. Mindeneknek előtte parancsolom, meghagyom, javallom néked, én szerelmes fiam, ha a királyság koronáját megkívánod becsülni, nagy buzgalommal és vigyázással megtartsad a katolikus apostoli hitet. Mert akiknek hamis hitök vagyon, avagy hitüket cselekedetekkel bé nem töltik és fel nem ékesítik, sem itt nem uralkodnak tisztességgel, sem az örök birodalom koronájában nem lesz részük. Ha pedig a hitnek pajzsát megtartod, az üdvösség sisakja is a tiéd lészen. Ha pedig valamikor is találnál a te hatalmad alatt olyanokat, akik a Szent Háromság alkotmányát megbontani, abból valamit elvenni, avagy hozzátenni akarnának… ilyeneknek se táplálást, se oltalmat ne adj, nehogy magad is társuknak és jóakarójuknak láttassál.”

– Intelmek

Szent István apostola lett népének, de a 'szent cél' szolgálatában szigorú ura is tudott lenni. Akik megbontották a Szentháromság alkotmányát, nem számíthattak nála kegyelemre és megbocsátásra, akár magyarok voltak, akár idegenek, akár rokonok, akár alattvalók. Viszont a keresztény jövevénynépeket jószívvel felkarolta. Ez a benső és meggyőződéses vallásosság különbözteti meg Istvánt apjától és irányítja más, magasabb célok felé. Gézánál a vallás eszköz volt a politikai hatalom kiépítésére. István a világi uralomban, a politikai hatalomban látja az égi boldogsághoz vezető eszközt. Apostola lett népének, de a szent cél érdekében erőskezű, kemény uralkodója is tudott lenni.

„Szent István oktatói, népe térítői nem németek, nem olaszok, nem görögök, nem szlovének voltak. Lelkét a X. század végén Európa-szerte diadalmasan előretörő egyetemes keresztény gondolat hódította meg. Népét a nemzetek fölött álló egyetemes egyház eszméjének különböző népekből sarjadt, de a nemzetiségi különbséget nem ismerő egyetemes kereszténységhez tartozó harcosai térítették. A térítést és egyházszervezést irányító szellem minden gyökérszálával messzi nyugatra és délre – Franciaország és Itália kolostoraiba – nyúlik vissza s a keresztény magyar királyságban a francia földről egész Európát behálózó, a kolostorokon át a francia, olasz, német udvarokba behatoló egyetemes európai kultúrmozgalom aratta egyik korai nagy diadalát. Ennek az egész keresztény világ meghódítására indult mozgalomnak lett apostolává a magyarok első királya, kinek lelkében dús gyümölcsöket teremtek korának fennkölt eszméi.”

– Hóman Bálint: Magyar történet

Az Anyaszentegyház földi feje a koronaküldéssel[forrás?] Istvánnak és törvényes utódainak isteni elhívatáson alapuló méltóságát és minden Isten kegyelméből uralkodó keresztény királyt megillető szuverén felségjogait ismerte el. Ez elismerésen felül még kiváltságos egyházjogi hatáskörrel is felruházta. Felhatalmazta, hogy – mint népe apostola – az apostoli szentszék követének jogait gyakorolja, az egyházat megszervezze, érsekségeket, püspökségeket, kolostorokat alapítson, a főpapi székeket betöltse, egyházi méltóságokat adományozzon. E kiváltság birtokában István – későbbi egyházjogi felfogás szerint – állandó apostoli követté lett, egyházi ügyekben az egyetemesen kötelező egyházjogi korlátok közt és a pápa nevében teljes hatalommal intézkedhetett.
A magyarországi egyház megszervezésére és a főpapi stallumok betöltésére adott felhatalmazással István oly jogot kapott, amit az egykorú uralkodók, különösen a császárok a kegyúri jog önkényes magyarázatával nem egyszer gyakoroltak, midőn új püspökségeket, kolostorokat alapítottak, a káptalani választásban befolyásukat érvényesítették, püspököket, apátokat neveztek ki s az egyházak javait adományozták. De ez a laikus jogszokás törvénytelen volt, pusztán az uralkodói önkényen alapult s mint az egyház elvilágiasodásának, az erkölcsök züllésének legfőbb oka, egyik előidézője volt a X. századi reformmozgalomnak. II. Orbán pápának 1096-ban Kálmán királyhoz írt leveléből és Hartvik püspök ugyanebből a korból származó elbeszéléséből tudjuk, hogy István pápai felhatalmazás alapján, törvényesen élt az apostoli követ jogával. Kiváltságának jelképe a pápától kapott apostoli kereszt – mint Szent László pénzein láthatjuk: a pápai bullákon kivésett kereszthez hasonló, hosszú nyélre tűzött egyágú kereszt – volt, melyet ünnepélyes alkalmakkor a király előtt hordtak.

### Személyhez kötött jog volt-e Szent István apostoli követsége, vagy az utódokra is átszállt?
Közvetlen utódai Szent Lászlóig – más egykorú uralkodókhoz hasonlóan s valószínűleg a patronátus címén – mindenesetre gyakorolták a főpapnevezés és investiálás jogát. Kálmán már nem tudta magát kivonni az egyetemes egyházi felfogás hatása alól s a kinevezésről lemondva, elismerte a kánoni választást, bár trónra léptekor Orbán pápa reáruházta István egykori méltóságát. A jogi állapot ez idő óta a kánoni választás volt, de pápai megerősítés előtt rendszerint kikérték a király hozzájárulását. Kálmán utódai alatt ismét küzd a két felfogás, míg végre III. István 1169-ben teljesen lemond a főpapnevezésről, áthelyezésről, elmozdításról és világiaknak egyházi javadalmakba helyezéséről. A főpapi székek önkényes betöltésére ezután is van példa, de csak a XV. század elején lesz állandóvá és folytonossá az apostoli vagy főkegyúri jog gyakorlására irányuló törekvés. Zsigmond király óta a magyar jogi felfogás Szent István apostoli jogainak örökösségét vitatta s a XI. század óta címerjelvényül használt és a koronázáskor a király előtt hordott – III. Béla óta kétágú – apostoli keresztben e jog szimbólumát látta. 1521-ben felmerült s 1627 óta állandósult az „apostoli királyi” cím, amit azután 1758-ban XIV. Benedek pápa is elismert. XIII. Kelemen pápa 1758. augusztus 19-én kelt „Carissima in Christo filia” kezdetű brevet-jében Mária Terézia királynőnek és törvényes utódainak «motu proprio et certa scientia» adományozta az apostoli királyi címet, amelyet aztán minden őt követő Habsburg–Lotaringiai-házból való magyar király viselt. Az apostoli királyi címet a magyar országgyűlés csak a már megkoronázott királynak adta meg, a királynét nem illette meg.
1758 előtt az apostoli jelző csak kivételesen fordul elő a magyar királyok címei között. I. Lipót egy 1701-ben az esztergomi érsekhez intézett levelében apostoli királyi felségéről szólt. I. Lipót a cím használatával korlátlan főkegyúri jogait hangsúlyozta: 1701-ben Magyarország apostoli királya, Isten egyházainak legfőbb kegyura, a magyarországi egyházak új alapítója címekkel élt. II. Ulászló s később III. Ferdinánd sikertelenül tettek lépéseket Rómában az iránt, hogy az apostoli cím használatára jogot kapjanak. 1649-ben a magyar főpapok hangsúlyozni kezdték a király „apostoli” jellegét, azt hirdették, hogy az apostoli király kinevezése a kinevezettet a joghatóság teljességével ruházza fel.